# ExploreZip
ExploreZip aussi connu sous le nom de I-Worm.ZippedFiles est un ver s'attaquant aux fichiers de Microsoft Windows en les détruisant. Le virus a été découvert en Israël le 6 juin 1999. Il se propage à l'aide des logiciels Microsoft Outlook, Outlook Express ou Exchange afin de se répliquer et s'envoie automatiquement via les messages non lus de la boite de réception. L'email contient un fichier joint appelé Zipped_files.exe. Le ver s'attaque également aux fichiers d'installation de Windows. Quand il les a trouvés, il se copie dans le dossier système et modifie le fichier win.ini.
Le ver peut également supprimer les fichiers créés avec la suite Microsoft Office .

## Mode de propagation
Le ver est distribué sous forme de message écrit en anglais dans un email :
Hi!
I have received your email and I shall send you a reply ASAP. Till then take a look at the attached zipped docs.
Bye!
Traduction:
Salut!
J'ai reçu ton e-mail et je t'enverrai une réponse au plus vite.Pendant ce temps regarde les documents zippés attachés.
Au revoir!

## Fonctionnement
ExploreZip détruit tous les fichiers portant les extensions .c, .h, .cpp, .asm, .doc, .ppt et .xls sur le disque local mais aussi sur les autres disques du réseau le cas échéant .